# Bengt-Arne Wallin
Bengt-Arne Wallin (13 de julio de 1926 - 23 de noviembre de 2015) fue un músico de jazz (trompetista), compositor y arreglista de nacionalidad sueca. Fue conocido por el apodo Derek Warne.

## Biografía
Nacido en Linköping, Suecia, en su infancia Wallin era aficionado al acordeón, instrumento con el cual a principios de la década de 1940 ganó un concurso en la provincia de Östergötland. Aprendió a tocar la trompeta al saber que a una banda local le faltaba ese instrumento. En los años 1940 y 1950 Wallin trabajó como trompetista y arreglista en Linköping, Gotemburgo y Estocolmo. Tras un tiempo con la orquesta de Malte Johnsson en Gotemburgo, llegó a Estocolmo, donde tocó en la orquesta de Seymour Österwall en la sala Nalen en 1951–1952.
Entre 1953 y 1965 tocó en la banda de Arne Domnérus, y entre 1955 y 1965 en la orquesta radiofónica de Harry Arnold, tras lo cual dejó por un tiempo la trompeta. Desde 1972 a 1993 fue profesor en el Real Conservatorio de Estocolmo y, a finales de la década de 1990, retomó la trompeta para tocar con su grupo Five to Five. 
Por la producción Visa från Barnrike obtuvo el premio radiofónico internacional Prix Triumph Varieté, y también compuso la melodía de varios musicales, así como la banda sonora de una gran cantidad de producciones televisivas.
Wallin participó en cinco ocasiones en el Melodifestivalen, presentando en el de 1966 el tema "Nygammal vals", el cual tenía letras de Björn Lindroth, fue interpretado por Lill Lindfors y Svante Thuresson, y obtuvo el primer lugar del certamen. En el Melodifestivalen de 1974 presentó "I annorlunda land", canción con la cual el grupo Glenmarks obtuvo el octavo puesto.
Bengt-Arne Wallin estuvo casado entre 1951 y 1955 con Sonja Johansson (1932–2007). Se casó de nuevo, entre 1962 y 1966, con la actriz Jessie Flaws (1935–2014), entre 1967 y 1977 con la artista y escritora Anja Notini (1940–2018) y, a partir de 1986, con la actriz Eva Bysing (nacida en 1943). 
Bengt-Arne Wallin falleció en Estocolmo, Suecia, en el año 2015. Fue enterrado en el Cementerio Silverdals de dicha ciudad.

## Premios
- 1962 : Premio Gyllene skivan por Old Folklore
- 1974 : Beca Jan Johansson
- 2001 : Medalla för tonkonstens främjande
- 2002 : Medalla Illis Quorum
- 2007 : Premio Atterbergpriset

## Filmografía (selección)

### Compositor
- 1958 : Linje sex
- 1961 : Lita på mej, älskling!
- 1962 : Chans
- 1964 : Svenska bilder
- 1964 : Querido John
- 1966 : Den levande skogen
- 1968 : Svarta palmkronor
- 1968 : ...som havets nakna vind
- 1969 : Eva - den utstötta
- 1969 : Håll polisen utanför (TV)
- 1970 : Ann och Eve – de erotiska
- 1971 : Den byxlöse äventyraren (TV)
- 1971 : Sound of Näverlur
- 1972 : Bröderna Malm (TV)
- 1983 : Profitörerna (TV)
- 1991 : Goltuppen (TV)
- 1993 : Härifrån till Kim

### Actor
- 1952 : Kvinnors väntan (encarna a un trompetista)
- 1955 : Danssalongen (trompetista)
- 1956 : Nattbarn (trompetista)